# Zamach w Manchesterze (2017)
Zamach w Manchesterze – samobójczy atak bombowy, który miał miejsce 22 maja 2017 na terenie Manchester Arena w Manchesterze w Wielkiej Brytanii. 
Terrorysta wysadził ładunki wybuchowe przed halą, kilka minut po zakończeniu koncertu amerykańskiej piosenkarki, Ariany Grande, o godzinie 22:31 czasu lokalnego (BST). Zginęły 22 osoby (w tym dwóch Polaków i sprawca); ponad 800 osób zostało rannych.

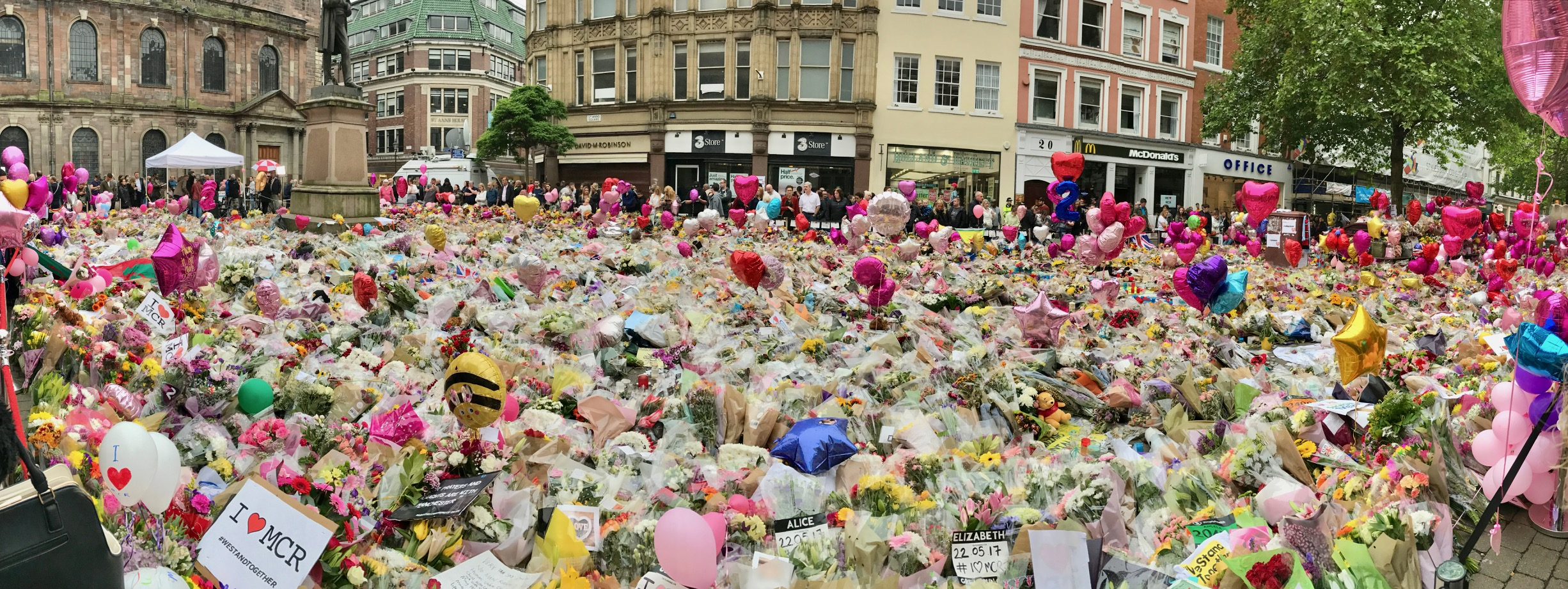
Miejsce pamięci po zamachu

Amerykańska strona CBS News zidentyfikowała sprawcę, 22-letniego Salmana Abediego, urodzonego w Manchesterze w rodzinie imigrantów z Libii. Do zamachu przyznało się tzw. Państwo Islamskie.
W związku z zamachem zawieszona została kampania wyborcza prowadzona w związku z przedterminowymi wyborami parlamentarnymi, zaplanowanymi na 8 czerwca.
4 czerwca 2017 roku odbył się koncert charytatywny zorganizowany przez Arianę Grande o nazwie One Love Manchester, który miał na celu pomóc i przeznaczyć dochód ofiarom i ich rodzinom. Podczas całej tej imprezy z samych wpłat SMS-owych i wpłat online zebrano ok. 2 miliony funtów. Oznacza to, iż na konto We Love Manchester Emergency Fund od tragicznych ataków wpłynęło w sumie 12 milionów funtów. Później pieniądze zostały przekazane wszystkim poszkodowanym osobom.

## Ofiary zamachu
| Państwo         | Liczba zabitych |
| --------------- | --------------- |
| Wielka Brytania | 20              |
| Polska          | 2               |
| Razem           | 22              |